# Oudoleň
Oudoleň är en ort i Tjeckien.   Den ligger i regionen Vysočina, i den centrala delen av landet, 110 km sydost om huvudstaden Prag. Oudoleň ligger 537 meter över havet och antalet invånare är 341.
Terrängen runt Oudoleň är huvudsakligen platt, men norrut är den kuperad. Terrängen runt Oudoleň sluttar västerut. Runt Oudoleň är det ganska glesbefolkat, med 29 invånare per kvadratkilometer. Närmaste större samhälle är Havlíčkův Brod, 13,8 km väster om Oudoleň. I omgivningarna runt Oudoleň växer i huvudsak blandskog.